# Victoria Woodhull
Victoria Woodhull (ur. 23 września 1838 w Homer, hrabstwo Licking, Stany Zjednoczone, zm. 9 czerwca 1927 w Bredon, Wielka Brytania) – amerykańska liderka ruchu feministycznego. Była dziennikarką, publicystką, przedsiębiorcą i działaczką polityczną.
Woodhull była pierwszą kobietą, która miała firmę brokerską na Wall Street, była pierwszą osobą aresztowaną za złamanie Comstock Law (1872), jako pierwsza w Stanach Zjednoczonych opublikowała tłumaczenie "Manifestu Komunistycznego". W 1872 roku z ramienia Partii Równych Praw (ang. Equal Rights Party) Woodhull jako pierwsza kobieta kandydowała na stanowisko prezydenta Stanów Zjednoczonych. W programie wyborczym żądała dla kobiet między innymi: prawa wolnej miłości i orgazmu.
Woodhull była rzeczniczką praw kobiet, w tym zwłaszcza praw reprodukcyjnych. Określała małżeństwo mianem zalegalizowanej prostytucji, gdyż kobiety stawały się z mocy prawa dostępne seksualnie dla mężczyzn za utrzymanie. Protestowała przeciwko gwałtom małżeńskim, które nie były przestępstwem w świetle ówczesnego prawa – żona mogła być bezkarnie gwałcona przez męża, który miał prawo do siłowego egzekwowania od niej tzw. obowiązku małżeńskiego. Woodhull zwracała uwagę na to, że konsekwencją gwałtów małżeńskich są niechciane ciąże, odbierające kobietom kontrolę nad ich ciałami, co uważała za formę niewolnictwa. Woodhull nazywała się Wolną miłośnicą, co miało wskazywać na to, że nie można kupić jej za pieniądze – ani jako żony, ani jako prostytutki.
Działała na rzecz zdobycia przez kobiety praw wyborczych.